# Anushka Manchanda
Anushka Manchanda (nacida el 11 de febrero de 1985, Delhi) es una actriz, cantante, modelo, expresentadora de televisión [V]-VJ y exintegrante de la banda musical Viva! india.

## Biografía
Anushka Manchanda nació en Delhi, India. Ella ganó popularidad cuando salió ganadora de la serie de televisión  "Coke [V] Popstars" en  2002, y formó parte de la banda musical femenina llamada Viva!. Luego que su banda se disolviera, Anushka se puso a trabajar como VJ para un canal [V] por  corto tiempo. 
Ella incursionó en el mundo de la música para dedicarse como cantante de playback o reproducción dentro de la industria del cine tamil, interpretando el tema musical titulado "O Mahire" de la película de 2004 "Manmadhan", bajo dirección del destacado compositor de música Yuvan Shankar Raja. Luego trabajó con él varias veces, para componer otros temas musicales que fueron populares como "Thee Pidikka" (Arinthum Ariyamalum), "Kudakooli" (Kalvanin Kadhali), "Money Money" (Thimiru) y "Oh..Oh..Ennanamo" (Chennai 600028). En 2006, tuvo su primera oportunidad para interpretar un tema musical bajo el mismo nombre de una película en hindi titulado "Golmaal", compuesta por Vishal-Shekhar. Luego le siguieron otras canciones en virtud de otros compositores de música como Anu Malik, Salim-Sulaiman, Pritam y Shankar-Ehsaan Loy. 1v

## Discografía
| Year | Song                            | Álbum                            | Idioma      | Composición        | Notas                                                 |
| ---- | ------------------------------- | -------------------------------- | ----------- | ------------------ | ----------------------------------------------------- |
| 2004 | "Oh Mahirae"                    | Manmadhan                        | Tamil       | Yuvan Shankar Raja |                                                       |
| 2005 | "Theepidika Theepidika"         | Arinthum Ariyamalum              | Tamil       | Yuvan Shankar Raja |                                                       |
| 2005 | "Kudakkooli Koduthachu"         | Kalvanin Kadhali                 | Tamil       | Yuvan Shankar Raja |                                                       |
| 2005 | "Mila Mila"                     | Super                            | Telugu      | Sandeep Chowta     |                                                       |
| 2005 | "Hey babu"                      | Devadasu                         | Telugu      | Chakri             |                                                       |
| 2006 | "Golmaal"                       | Golmaal                          | Hindi       | Vishal-Shekhar     |                                                       |
| 2006 | "Money Money"                   | Thimiru                          | Tamil       | Yuvan Shankar Raja |                                                       |
| 2006 | "Zindaggi Rocks"                | Zindaggi Rocks                   | Hindi       | Anu Malik          |                                                       |
| 2007 | "Oh..Oh..Ennanamo"              | Chennai 600028                   | Tamil       | Yuvan Shankar Raja |                                                       |
| 2007 | "Naughty Naughty"               | Cash                             | Hindi       | Vishal-Shekhar     | Winner, Stardust New Musical Sensation (Female) Award |
| 2007 | "Rathraina"                     | Athidi                           | Telugu      | Manisharma         |                                                       |
| 2007 | "Cheli cheruku"                 | Aadavari Matalaku Ardhalu Verule | Telugu      | Yuvan Shankar Raja |                                                       |
| 2007 | "Chammakuro Challa"             | Munna                            | Telugu      | Harris Jayaraj     |                                                       |
| 2008 | "Tu Saala"                      | Golmaal Returns                  | Hindi       | Pritam             |                                                       |
| 2009 | "Chandni Chowk to China"        | Chandni Chowk to China           | Hindi       | Shankar–Ehsaan–Loy |                                                       |
| 2009 | "Oh Sexy Mama"                  | Yavarum Nalam/13B                | Tamil Hindi | Shankar–Ehsaan–Loy |                                                       |
| 2009 | "Dil Kalase"                    | Kick                             | Telugu      | S.Thaman           |                                                       |
| 2010 | "Alisha"                        | Pyaar Impossible!                | Hindi       | Salim-Suleiman     |                                                       |
| 2010 | "By The Way" & "Behke Behke"    | Aisha                            | Hindi       | Amit Trivedi       |                                                       |
| 2010 | "Dil Khol Ke Let's Rock"        | We Are Family                    | Hindi       | Shankar–Ehsaan–Loy |                                                       |
| 2010 | "Apna Har Din" & "Golmaal"      | Golmaal 3                        | Hindi       | Pritam             |                                                       |
| 2010 | "Dhatad Tatad"                  | Lafangey Parindey                | Hindi       | R. Anandh          |                                                       |
| 2011 | "Mit Jaaye Gum (Dum Maaro Dum)" | Dum Maaro Dum                    | Hindi       | Pritam             |                                                       |
| 2011 | "Piya Kesariyo"                 | Hum Tum Shabana                  | Hindi       | Sachin-Jigar       |                                                       |
| 2012 | "Ek Main Aur Ekk Tu"            | Ek Main Aur Ekk Tu               | Hindi       | Amit Trivedi       |                                                       |

## Filmografía como actriz
| Año     | Título                          | Personaje            | Notas                |
| ------- | ------------------------------- | -------------------- | -------------------- |
| 2007    | Loins of Punjab Presents        | Herself              | Judge                |
| 2008    | Fear Factor: Khatron Ke Khiladi | Herself Winner       | Hindi TV drama       |
| 2010    | Dulha Mil Gaya                  | Shyla                | Cameo                |
| 2010–11 | Jhalak Dikhhla Jaa              | Herself (contestant) | Reality dancing show |
| 2015    | Angry Indian Goddesses          | Mad Madhurita        | Learner Singer       |
|         |                                 |                      |                      |